# Prionosternum nitidiceps
Prionosternum nitidiceps är en spindelart som först beskrevs av Simon 1909.  Prionosternum nitidiceps ingår i släktet Prionosternum och familjen Lamponidae. Inga underarter finns listade i Catalogue of Life.